# Pavel Šrámek
Pavel Šrámek (* 25. března 1965) je český podnikatel, manažer, farmář a politik, v letech 2013 až 2017 poslanec Poslanecké sněmovny PČR, v letech 2014 až 2018 zastupitel města Plzeň a městského obvodu Plzeň 3. Všechny tyto funkce vykonával jako člen hnutí ANO. Je spoluzakladatelem a v letech 2019–2024 předsedou  Agrární demokratické strany, od ledna 2025 byl poradcem strany GEN pro zemědělství. Poté se vrátil do Agrární demokratické strany, která se přejmenovala na OSVČ a od 19. února 2025 je opět předsedou této strany.

## Život
V letech 1983 až 1988 vystudoval strojírenství na Vysoké škole strojní a elektrotechnické v Plzni (získal titul Ing.). Vzdělání si doplnil na University of Pittsburgh v USA, kde v letech 2008 až 2009 absolvoval obor ekonomika a řízení firem a korporací (získal titul "Executive MBA").
V roce 1988 absolvoval základní vojenskou službu, kterou ukončil v hodnosti Poručíka. Po roce 1989 se zaměřoval na mezinárodní obchod, marketing a management firem a mezinárodních korporací. Mezi roky 1989 až 1990 pracoval jako marketingový asistent v exportním oddělení Škody Plzeň. V roce 1991 absolvoval pracovní stáž v USA.
Po návratu z USA působil na vysokých manažerských postech převážně v amerických mezinárodních korporacích.
V letech 1991 až 1996 jako obchodní manažer ve firmě Procter & Gamble Czechoslovakia a v letech 1997 až 2001 jako obchodně-marketingový ředitel pro střední Evropu ve společnosti Gillette Czech & Slovak Republics.
V období let 2001 až 2005 byl výkonným ředitelem pro střední Evropu u firmy CPW (joint venture Nestlé & General Mills) a mezi lety 2005 až 2011 Generálním ředitelem pro Východní Evropu ve společnosti General Mills International, kde měl na starosti trhy ve 13 zemích střední a východní Evropy.
V roce 2010 po téměř 20 letech ukončil své působení v mezinárodních korporacích. Zainvestoval do rodinné firmy a začal podnikat v České republice v oblasti zemědělství a potravinářství. V roce 2015 se pustil do projektu na zpracování bioodpadu.
Je spoluvlastníkem rodinné farmy Zemědělská výroba Milknatur a.s. kde je místopředsedou představenstva (2010), je největším akcionářem společnosti Plzeňská Bio Odpadová a.s., je i majitelem a jednatelem obchodních společností Milknatur s.r.o., BIO CENTER s.r.o. a investorem v dalších menších projektech.
Působí současně jako člen rady poradců (Advisory Board) na University of Pittsburgh Europe.
Je členem Česko-Izraelské Smíšené Obchodní Komory a Předsedou Českého Spolku Přátel Izraele pro Plzeňský kraj.
V letech 1981 až 1982 byl členem juniorské reprezentace Československa ve volejbale.
Pavel Šrámek je rozvedený a má tři syny (Pavel, Petr a Martin). Žije v Plzeňském kraji.
Je aktivním sportovcem, zajímá se o historii, mezinárodní obchod a geopolitiku.
Od roku 2015 do roku 2021 byl VIP členem a podporovatelem zapsaného spolku Společnost Antonína Švehly, která propaguje osobnost prvorepublikového ministerského předsedy agrárníka Antonína Švehly.

## Politické působení
Ve volbách do Poslanecké sněmovny PČR v roce 2013 kandidoval za hnutí ANO v Plzeňském kraji a byl zvolen poslancem. V parlamentu byl místopředsedou Zahraničního výboru, členem Hospodářského výboru a byl rovněž členem stálé delegace do Parlamentního shromáždění NATO.
V komunálních volbách v roce 2014 do Zastupitelstva města Plzně byl zvolen zastupitelem města. Zároveň se stal zastupitelem Městského obvodu Plzeň 3. Na začátku roku 2019 ukončil své členství v hnutí ANO 2011.
Následně se ještě v roce 2019 stal členem Agrární demokratické strany (ADS). Ve volbách do Evropského parlamentu v květnu 2019 kandidoval jako lídr ADS, kde byl od října 2019 předsedou strany. Zvolen europoslancem však nebyl. Ve sněmovních volbách v roce 2021 byl lídrem kandidátní listiny Aliance pro budoucnost v Plzeňském kraji, ale neuspěl. Ve volbách do Senátu PČR v roce 2022 kandidoval z pozice člena ADS za hnutí PRO PLZEŇ v obvodu č. 7 – Plzeň-město. Se ziskem 10,61 % hlasů se umístil na 5. místě a do druhého kola voleb nepostoupil.
Ve volbách do Evropského parlamentu v červnu 2024 kandidoval jako člen hnutí PRO PLZEŇ na 5. místě kandidátky Svobodných. Strana však získala pouze 1,76 % hlasů, a zvolen tak nebyl. V krajských volbách v roce 2024 kandidoval z pozice člena ADS do Zastupitelstva Plzeňského kraje ze 3. místa kandidátky koalice „PRO NÁŠ KRAJ – PRO PLZEŇ, KDU-ČSL“, ale nebyl zvolen. Stal se nicméně druhým náhradníkem.
Na konci září 2024 přestal být předsedou Agrární demokratické strany. Na konci ledna 2025 se pak stal místopředsedou nové strany GEN.